# Quarteira

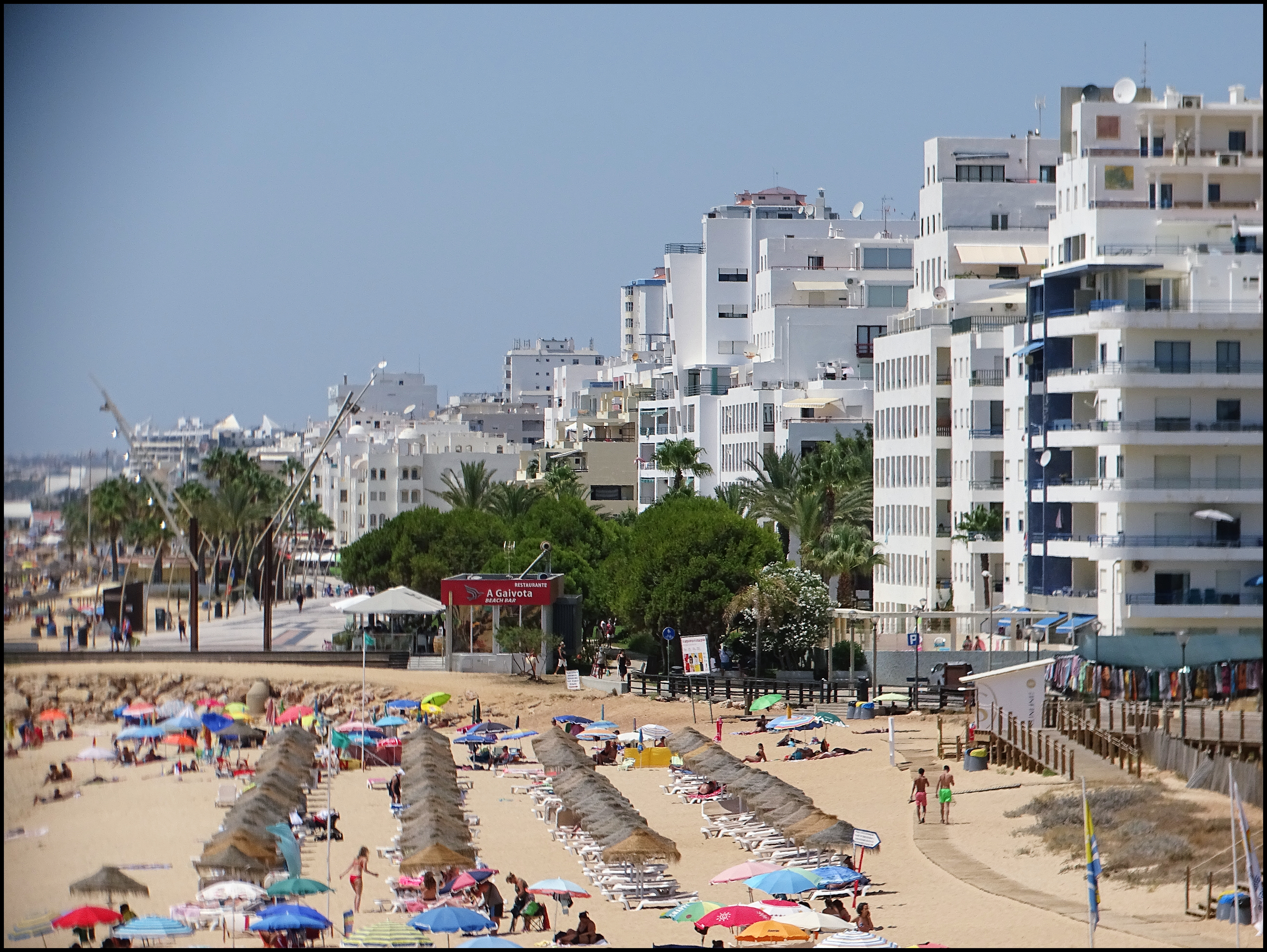
Praia do Almargem

Quarteira es una freguesia situada en el municipio de Loulé, en Portugal. Según el censo de 2021, tiene una población de 24 420 habitantes.
La parroquia civil de Quarteira, actualmente freguesia, fue creada en 1916. Fue elevada a la categoría administrativa de vila en 1984 y más tarde a la de cidade, por Ley n.º 52/99, de 24 de junio.
Quarteira tiene 2 km de playa con bandera azul y es un importante destino de vacaciones desde los años 60.
En el territorio de la freguesia se encuentra la zona de Vilamoura, destacada por sus hoteles de alta gama, algunos de ellos pertenecientes a cadenas internacionales como Crowne Plaza o Hilton. En Vilamoura hay también un casino.

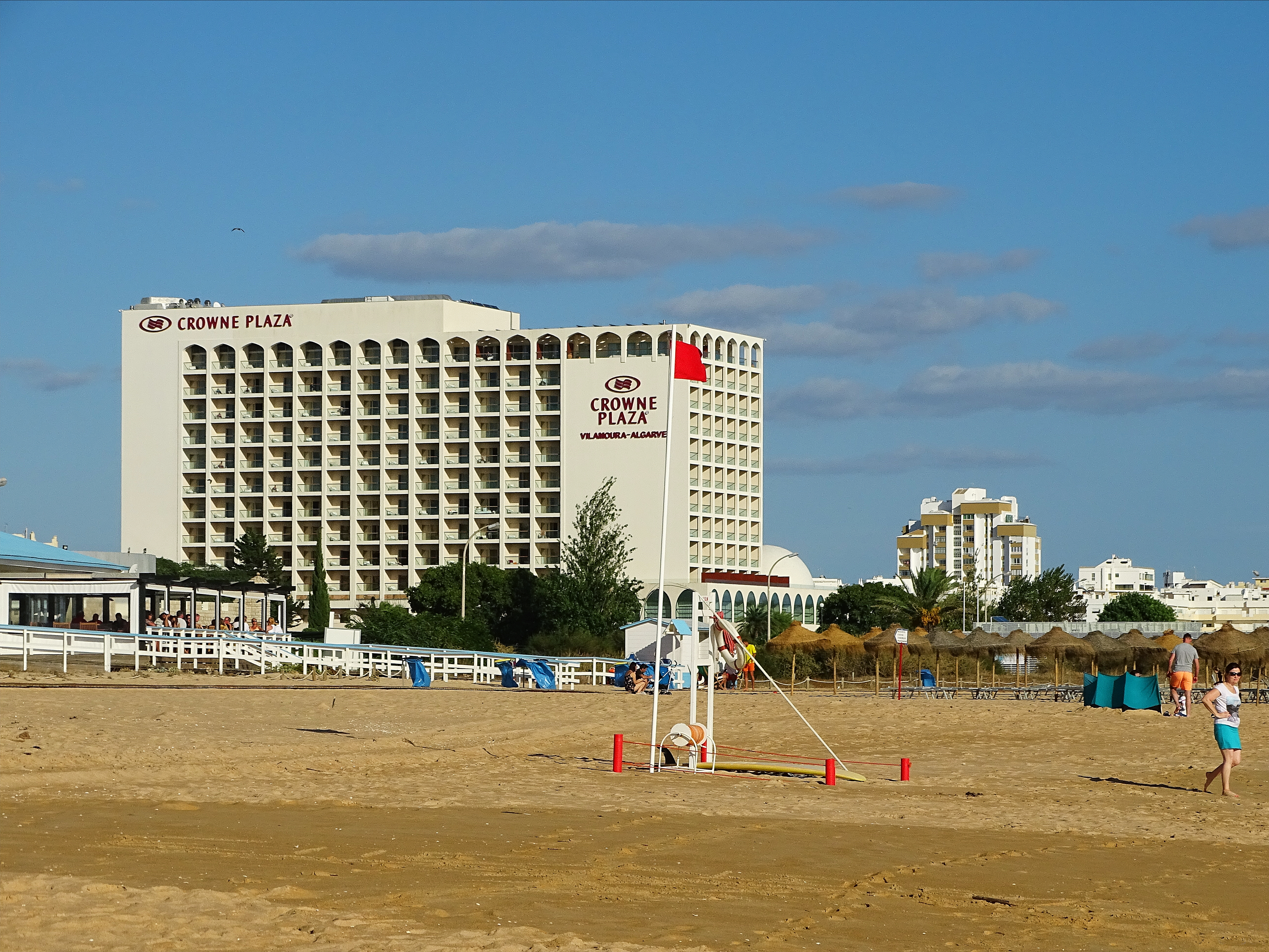
Hotel Crowne Plaza Vilamoura

## Patrimonio
- Ruinas romanas de Cerro da Vila